# Likoma (città)
Likoma è l'unico centro abitato dell'isola di Likoma, un'isola del Malawi, nel lago Malawi che è un'exclave dello stato. 
Il paese è sede di una diocesi anglicana, infatti ha sede la chiesa anglicana dedicata a San Pietro.